# Clerodendrum myricoides
Rotheca myricoides, anteriormente conocido como Clerodendrum myricoides, es una especie de planta perteneciente a la familia de las Lamiaceae. Es originaria de las regiones tropicales de África, especialmente de países como Kenia y Uganda.

## Descripción
Rotheca myricoides es un arbusto perenne que puede alcanzar alturas de hasta 3 metros. Sus hojas son de un verde brillante, ovaladas o elípticas, y poseen un borde serrado. Una de las características más destacadas de esta planta son sus flores, que son de un llamativo color azul con pétalos inferiores de un tono violeta oscuro. Estas flores se agrupan en inflorescencias terminales que florecen principalmente durante el verano y el otoño.

## Hábitat
Esta planta prefiere climas cálidos y húmedos, pero es adaptable a diversas condiciones climáticas siempre que se le proporcione un buen drenaje y suficiente exposición solar. Se desarrolla bien en suelos ricos en materia orgánica y bien drenados.

## Cultivo y Cuidados
- Luz: Rotheca myricoides requiere de luz solar directa para una floración óptima, aunque también puede tolerar sombra parcial.
- Riego: Necesita riego regular para mantener el sustrato húmedo pero no encharcado. Es importante reducir la frecuencia de riego en los meses más fríos para prevenir la pudrición de las raíces.
- Suelo: Prefiere un suelo bien drenado y rico en nutrientes. Una mezcla de tierra de jardín con arena y compost es ideal.
- Fertilización: Se recomienda fertilizar cada dos semanas durante la temporada de crecimiento con un fertilizante balanceado para plantas con flores.
- Temperatura: La planta prospera en temperaturas entre 18 °C y 25 °C y no tolera bien el frío extremo.
- Poda: Es recomendable realizar podas a finales del invierno o principios de la primavera para eliminar ramas muertas o enfermas y para dar forma a la planta.

## Propagación
Rotheca myricoides se puede propagar fácilmente mediante esquejes. Estos deben ser plantados en un sustrato húmedo y mantenidos en un ambiente cálido hasta que enraícen.

## Usos y Aplicaciones
Además de su valor ornamental debido a sus atractivas flores, Rotheca myricoides también se utiliza en la medicina tradicional en algunas culturas africanas. Sus extractos se han empleado en el tratamiento de diversas afecciones, aunque se recomienda precaución y consulta con expertos antes de su uso medicinal.

## Plagas y Enfermedades
La planta puede ser susceptible a plagas como ácaros, pulgones y cochinillas. Es importante vigilar regularmente la planta y tratar cualquier infestación de manera inmediata. Además, el exceso de humedad puede favorecer enfermedades fúngicas, por lo que es crucial evitar el encharcamiento y mantener una buena ventilación.